# Heinz Rath
Heinz Rath (* 29. Juni 1921) ist ein ehemaliger deutscher Fußballspieler. 

## Karriere
Heinz Rath spielte in seinen ersten Jahren als Fußballer beim VfL 06 Saalfeld und beim 1. FC Eislingen. Nach dem Zweiten Weltkrieg 1945 wechselte er zu den Stuttgarter Kickers, wo er Erstligafußball in der Oberliga Süd spielte. Während der Saison 1947/48 folgte ein Wechsel in den Norden zum SV Werder Bremen, der ebenfalls in der höchsten Spielklasse spielte. 1951 wollten die Stuttgarter Kickers den Linksaußen zurückholen, allerdings platzte dieser Transfer. Stattdessen wechselte er ein Jahr später zum Ligakonkurrenten 1. FC Schweinfurt 05 und war dort bis 1957 aktiv.